# Тлякодугов, Рамзес Арсенович
Рамзес Тлякодугов (род. 12 декабря 1976 года, Нальчик) — чемпион Мира по бодибилдингу в супертяжёлом весе, мастер спорта международного класса[вид спорта?], вице-чемпион Европы, дважды вице «Мистер Вселенная» по двум версиям (NABBA и NAC). За успехи в спорте удостоен звания «Заслуженный работник физической культуры и спорта Кабардино-Балкарской Республики» и Всемирной Черкесской Ассоциации. Принимал и продолжает принимать участие во многих проектах на телевидении, таких как: Уральские пельмени на СТС, Comedy Club на ТНТ, Пусть говорят на Первом канале, Интуиция с Владимиром Турчинским и Денисом Цыпленковым на ТНТ, Званый ужин на Рен ТВ, документальный фильм о биографии и спортивных достижениях на канале СпортПлюс в пакете НТВ плюс, ток шоу на канале Столица, Какие наши годы! на Первом канале. Автор книги "Как сделать себя: цель творчество, мечта", художник.

## Увлечения детства и юности
С раннего детства Рамзес уверенно решил, что посвятит себя спорту. Занимался такими видами спорта, как лёгкая атлетика, плавание, самбо, бокс. В 15 лет Рамзес все больше стал посвящать своё время тренировкам в атлетическом зале. В то время бодибилдинг не был так популярен — спортивные залы больше походили на подвальные «качалки», кумиром стал Арнольд Шварценеггер. Генетические данные и огромное желание позволили Рамзесу уже через 2 года выступить на Чемпионате России среди юношей и стать бронзовым призёром, выполнив норматив кандидата в Мастера спорта. С этого времени Рамзес выступает в IFBB.

## Спортивная карьера
В 18 лет Рамзес уходит служить в армию. Командование части создаёт Рамзесу условия для продолжения занятий спортом и в 1994 и 1995 годах он выступает на Чемпионатах в Ижевске и в Краснодаре где занимает призовые места. По окончании срока службы Рамзес продолжал усердно тренироваться, но получил травму, которая поставила под вопрос всю его спортивную карьеру.
Спустя 5 лет Рамзес несмотря ни на что принимает участие в Чемпионате Юга России и занимает последнее место. Но это не остановило Рамзеса, а стало точкой отсчёта его дальнейших побед.
Через год Рамзес принимает участие в Чемпионате Юга России и становится серебряным призёром.
В 2003 году Рамзес переезжает в Москву. Он принял участие в Чемпионатах Москвы и России. Только в 2008 году Рамзес стал бронзовым призёром Кубка Восточной Европы. IFBB предложило Рамзесу представлять Россию на Чемпионате Европы в Испании. Спустя две недели после этого, Рамзес показал лучшую форму сезона 2008 и стал серебряным призёром, набрав равное количество очков с Чемпионом Европы.
В 2010 году под руководством Алексея Киреева Рамзес становится Чемпионом Мира по бодибилдингу по версии NABBA на Мальте, в этом же году он Абсолютный Победитель Чемпионата «Спорт Макс» на Украине.
В 2011 году прошли соревнования Мистер Вселенная по версии NABBA в Англии и NAC в Германии, где Рамзес стал серебряным призёром. Осенью того же года Рамзес стал победителем Кубка Казани Федерации NAC.
В осенью 2016 года стал бронзовым призёром Мистер Олимпия IFBB в Москве.

## Антропометрические данные
Данные
Рост — 179 см
Шея — 58 см
Грудь — 148 см
Бицепс — 58 см
Талия — 86 см
Бедро — 86 см
Голень — 50 см
Вес — 114 кг